# 1571 en philosophie
Chronologie de la philosophie
- 1567
- 1568
- 1569
- 1570
- 1571
- 1572
- 1573
- 1574
- 1575

L’année 1571 a été marquée, en philosophie, par les événements suivants :

## Publications
- Johann Thomas Freig :  (la) Partitiones iuris utriusque, Bâle, Sixtus Henricpetri, 1571 (lire en ligne)

## Naissances
- Molla Sadra Shirazi est un philosophe iranien, d'obédience chiite duodécimaine, né à Chiraz en 1571-1572 et mort à Bassora en 1635-1636 ou en 1640-1641. Élève notamment de Mir Damad, il met au point son grand ouvrage, les Asfar, à Kahak (en), puis enseigne la philosophie à la madrasa de Chiraz. C'est là que se développe l’« école de Chiraz », continuatrice de l’« école d'Ispahan ».